# Samostan sv. Pavla Pustinjaka na Školjiću
Franjevački samostan sv. Pavla Pustinjaka iz 15. stoljeća, nalazi se na otočiću Galovcu (Školjić) uz obalu otoka Ugljana i mjesta Preko.
Šimun Milinović navodi podatak da je na ovom otoku zadarski bogataš Milan 1443. godine sagradio samostan za "hrvatske redovnike" (Hrvatske uspomene iz Dalamcije, str. 166.)
Samostan je smješten na malom šumovitom otočiću Galevcu, koji se češće naziva Školjić i od mjesta Preko udaljen je svega osamdesetak metara. Po nekim povjesničarima otok su ranije nastanjivali redovnici pavlini, po čijem je zaštitniku tada nazvana i crkva sv. Pavla. Franjevci trećoreci su samostan dobili na korištenje 1446. godine. U 17. stoljeću samostan je služio i kao lazaret, pa se uz ime Školjić u narodu sačuvao i drugi naziv za otočić - Lazaret.
U samostanu je izložbena dvorana u čijem je prizemlju izložena zbirka knjiga pisanih glagoljicom. Posebno je vrijedna slika "Molitva na Maslinskoj gori" iz 17./18. stoljeća.
Samostansku je crkvu ukrasio svojim djelom kipar Zorzi Ventura - oltarnom palom Bogorodica sa svecima iz 1602. godine.
U ovom samostanu ostatci su poznate hrvatske tiskare iz Zadra koja je tiskala hrvatski domoljubni tisak. Nakon Prvoga svjetskog rata, kada je Zadar pripao Italiji, nastupili su teški dani za hrvatske domoljube u Zadru. Pravaš i hrvatski preporoditelj don Ivo Prodan bio je prisiljen prebaciti svoju tiskaru u Preko na Ugljanu, odakle je i dalje djelovao svojim radom (1925. – 1929.). Naposljetku je 26. lipnja 1930. tiskaru prodao franjevcima ovog samostana. Tiskara je radila još desetljeća. Tijekom Drugoga svjetskog rata Titovi partizani su ju dokrajčili, a njezine ostatke i danas pomno čuvaju fratri glagoljaši na Galevcu.
Na samostanskom je groblju pokopan hrvatski preporoditelj Ivo Prodan, a pored samostana pokopan je hrvatski povjesničar i domoljub Ivo Mašina.

## Vanjske poveznice
Mrežna mjesta
- Sv. Pavao Pustinjak, Školjić, službeno mrežno mjesto